# Pachyschelus nitidus
Pachyschelus nitidus es una especie de escarabajo joya del género Pachyschelus, familia Buprestidae. Fue descrita científicamente por Kerremans en 1903.